# Diócesis de Kenema
La diócesis de Kenema (en latín: Dioecesis Kenemaënsis y en inglés: Roman Catholic Diocese of Kenema) es una circunscripción eclesiástica de la Iglesia católica en Sierra Leona. Se trata de una diócesis latina, sufragánea de la arquidiócesis de Freetown. Desde el 26 de enero de 2019 su obispo es Henry Aruna.

## Territorio y organización
La diócesis tiene 15 710 km² y extiende su jurisdicción sobre los fieles católicos de rito latino residentes en la provincia del Este. 
La sede de la diócesis se encuentra en la ciudad de Kenema, en donde se halla la Catedral de San Pablo.
En 2021 en la diócesis existían 19 parroquias.

## Historia
La diócesis fue erigida el 11 de noviembre de 1970 mediante la bula Praeclaris verbis del papa Pablo VI, derivando el territorio de la diócesis de Freetown y de Bo (actualmente arquidiócesis de Freetown).

## Estadísticas
Según el Anuario Pontificio 2022 la diócesis tenía a fines de 2021 un total de 87 481 fieles bautizados.
| Año                                                                             | Población            | Población | Población      | Sacerdotes | Sacerdotes    | Sacerdotes    | Bautizados por sacerdote | Diáconos permanentes | Religiosos | Religiosos | Parroquias |
| Año                                                                             | Bautizados católicos | Total     | % de católicos | Total      | Clero secular | Clero regular | Bautizados por sacerdote | Diáconos permanentes | Varones    | Mujeres    | Parroquias |
| ------------------------------------------------------------------------------- | -------------------- | --------- | -------------- | ---------- | ------------- | ------------- | ------------------------ | -------------------- | ---------- | ---------- | ---------- |
| 1980                                                                            | 8727                 | 727 000   | 1.2            | 27         | 5             | 22            | 323                      |                      | 22         | 26         |            |
| 1990                                                                            | 16 132               | 1 025 000 | 1.6            | 22         | 5             | 17            | 733                      |                      | 21         | 31         |            |
| 1997                                                                            | 16 867               | 1 000     | 1.7            | 17         | 13            | 4             | 992                      |                      | 4          |            |            |
| 2000                                                                            | 15 204               | 600 000   | 2.5            | 12         | 9             | 3             | 1267                     |                      | 3          |            |            |
| 2001                                                                            | 15 402               | 800 000   | 1.9            | 12         | 8             | 4             | 1283                     | 3                    | 13         |            |            |
| 2002                                                                            | 19 143               | 900 000   | 2.1            | 14         | 10            | 4             | 1367                     |                      | 9          |            |            |
| 2003                                                                            | 21 049               | 1 223 608 | 1.7            | 18         | 14            | 4             | 1169                     |                      | 8          |            | 15         |
| 2004                                                                            | 21 375               | 1 248 080 | 1.7            | 19         | 14            | 5             | 1125                     |                      | 11         | 1          | 15         |
| 2006                                                                            | 72 857               | 1 258 784 | 5.8            | 20         | 15            | 5             | 3642                     |                      | 11         | 2          | 15         |
| 2007                                                                            | 74 000               | 1 325 285 | 5.6            | 18         | 14            | 4             | 4111                     | 1                    | 12         | 5          | 15         |
| 2013                                                                            | 85 923               | 1 448 486 | 5.9            | 18         | 15            | 3             | 4773                     |                      | 11         | 21         | 15         |
| 2016                                                                            | 89 900               | 1 515 000 | 5.9            | 21         | 18            | 3             | 4280                     |                      | 11         | 21         | 15         |
| 2019                                                                            | 96 000               | 1 622 300 | 5.9            | 20         | 17            | 3             | 4800                     |                      | 7          | 22         | 16         |
| 2021                                                                            | 87 481               | 1 679 700 | 5.2            | 28         | 20            | 8             | 3124                     |                      | 11         | 22         | 19         |
| Fuente: Catholic-Hierarchy, que a su vez toma los datos del Anuario Pontificio. |                      |           |                |            |               |               |                          |                      |            |            |            |

## Episcopologio
- Joseph Henry Ganda † (11 de noviembre de 1970-4 de septiembre de 1980 nombrado arzobispo de Freetown y Bo)
  - Sede vacante (1980-1984)
- John Christopher O'Riordan, C.S.Sp. † (4 de junio de 1984-26 de abril de 2002 retirado)
- Patrick Daniel Koroma † (26 de abril de 2002-14 de diciembre de 2018 falleció)
- Henry Aruna, desde el 26 de enero de 2019